# دانيال ليموس
دانيال ليموس (1 مايو 1990 في البرازيل – )؛ هو لاعب كرة قدم سابق كان يلعب كمهاجم.

## وصلات خارجية
- دانيال ليموس على موقع رابطة كرة القدم اليابانية للمحترفين (اليابانية)
- دانيال ليموس على موقع قاعدة بيانات كرة القدم.إي يو (الإنجليزية)
- دانيال ليموس على موقع Soccerway.com (الإنجليزية)
- دانيال ليموس على موقع عالم كرة القدم.نت (الإنجليزية)